# Comté de Lawrence (Tennessee)
Pour les articles homonymes, voir Comté de Lawrence.
Le comté de Lawrence est un comté de l'État du Tennessee, aux États-Unis. Son siège est situé à Lawrenceburg et sa population était en 2000 de 39 926 habitants.